# Direcció general de Relacions amb l'Administració de Justícia
La Direcció general de Relacions amb l'Administració de Justícia és un òrgan de gestió del Ministeri de Justícia que depèn orgànicament de la Secretaria General de l'Administració de Justícia. La Direcció general recolza a la Secretaria General en totes aquelles matèries que impliquin les comunicacions entre el Govern i l'Administració de Justícia.

## Funcions
D'acord amb el Reial decret 725/2017 que regula l'estructura del Ministeri de Justícia, a la Direcció general de Relacions amb l'Administració de Justícia li corresponen les següents funcions:
- Les relacions ordinàries amb el Consell General del Poder Judicial, el Ministeri Fiscal, els òrgans judicials, el Centre d'Estudis Jurídics i altres centres o organismes de formació jurídica, les associacions professionals de jutges i magistrats, i de fiscals, i els Col·legis d'Advocats, de Procuradors dels Tribunals i de Graduats Socials.
- La programació d'efectius i gestió ordinària de personal de la carrera fiscal.
- L'ordenació i control del servei d'assistència jurídica gratuïta al ciutadà.
- La gestió d'expedients de responsabilitat patrimonial de l'Estat pel funcionament de l'Administració de Justícia.
- L'exercici de les competències que li atribueixi la normativa en matèria d'accés a les professions de advocat, procurador dels tribunals i graduat social.
- La programació i coordinació d'actuacions sobre dotació de recursos humans dels òrgans judicials, Ministeri Fiscal i medicina forense.
- L'exercici de les competències en matèria de gestió del personal funcionari o en règim laboral al servei de l'Administració de Justícia que estiguin atribuïdes al Ministeri de Justícia i no es trobin encomanades a altres òrgans.
- Les relacions ordinàries amb els sindicats amb implantació en l'àmbit de la Justícia.
- Els estudis econòmics, planificació i confecció del programa pressupostari de tribunals de Justícia i Ministeri Fiscal, sense perjudici de les competències de la Subsecretaria.
- La gestió econòmic-pressupostària dels crèdits assignats a la Secretaria General i el control de la gestió de comptes bancaris i comptes de despeses.
- La resolució d'expedients relatius a les reclamacions a l'Estat per salaris de tramitació en judicis per acomiadament.
- El control i supervisió de la gestió econòmica del compte de dipòsits i consignacions judicials, sense perjudici de les competències atribuïdes al titular de la Secretaria General de l'Administració de Justícia en el referit als Lletrats de l'Administració de Justícia.
- La direcció i coordinació de les gerències territorials previstes en aquest Reial decret (725/2017), així com la realització d'informes, estudis i propostes per millorar l'activitat desenvolupada per aquestes Gerències.
- L'ordenació dels mitjans materials per a l'Administració de Justícia, sense perjudici de les competències assignades a la Subsecretaria de Justícia.
- L'organització i supervisió dels instituts de medicina legal i de l'Institut Nacional de Toxicologia i de Ciències Forenses i dels seus mitjans tècnics, així com de les Oficines d'Assistència a les Víctimes de Delictes Violents i contra la Llibertat Sexual i dels equips d'especialistes sobre la matèria.
- Les relacions ordinàries amb les administracions autonòmiques en les matèries que afecten a l'Administració de Justícia o al traspàs de funcionaris i oficines en aquestes matèries i el seguiment, estudi i informe de les disposicions i actes de les Comunitats Autònomes, sense perjudici de les competències d'altres unitats del departament.
- La supervisió, ordenació i elaboració de propostes de modificació de la demarcació i planta judicial, així com l'exercici de les competències del departament per al funcionament dels jutjats de pau, sense perjudici de les instruccions de la Direcció general dels Registres i del Notariat quan exerceixin funcions de Registre Civil.
- L'obtenció, tractament i manteniment de continguts en relació amb les càrregues de treball dels òrgans judicials, planta i demarcació judicial, carrera judicial i estructura territorial de l'Estat, per a la seva gestió i consolidació en suports digitals i en sistemes d'informació geogràfica i l'elaboració d'estudis sobre els continguts anteriors en l'àmbit de l'Administració de Justícia, aportació d'informació a centres directius i explotació i difusió de continguts en portals i llocs de col·laboració.
- Gestió del servei d'informació a afectats per la substracció de nounats.

## Estructura
D'aquesta Direcció general depenen els següents òrgans:
- Subdirecció General de Relacions amb l'Administració de Justícia i el Ministeri Fiscal.
- Subdirecció General de Mitjans Personals al Servei de l'Administració de Justícia.
- Subdirecció General de Recursos Econòmics de l'Administració de Justícia.
- Subdirecció General d'Organització i Coordinació Territorial de l'Administració de Justícia.
- Gerències Territorials del Ministeri de Justícia

## Directors generals
- Joaquín Delgado Martín (2016-)
- Ricardo Gonzalo Conde Díez (2012-2016)
- Caridad Hernández García (2009-2012)
- Ángel Arozamena Laso (2007-2009)
- Ricardo Bodas Martín (2004-2007)
- Carlos Lesmes Serrano (2000-2004)
- Juan Ignacio Zoido Álvarez (1996-2000)
- Fernando Escribano Mora (1993-1994)
- Antonio Nabal Recio (1990-1993)
- Juan Antonio Xiol Ríos (1985-1990)
- Francisco Huet García (1985)